# 岡山縣第1區
岡山縣第1區是日本眾議院的選區，始於1994年。

## 小選舉区選出議員
| 選舉名                 | 年     | 当選者   | 党派       | 選區範圍                         |
| ---------------------- | ------ | -------- | ---------- | -------------------------------- |
| 第41屆眾議院議員總選舉 | 1996年 | 逢澤一郎 | 自由民主党 | 岡山市、加茂川町、御津町、建部町 |
| 第42屆眾議院議員總選舉 | 2000年 | 逢澤一郎 | 自由民主党 | 岡山市、加茂川町、御津町、建部町 |
| 第43屆眾議院議員總選舉 | 2003年 | 逢澤一郎 | 自由民主党 | 岡山市、加茂川町、御津町、建部町 |
| 第44屆眾議院議員總選舉 | 2005年 | 逢澤一郎 | 自由民主党 | 岡山市、吉備中央町、建部町       |
| 第45屆眾議院議員總選舉 | 2009年 | 逢澤一郎 | 自由民主党 | 岡山市北区、南区、吉備中央町     |
| 第46屆眾議院議員總選舉 | 2012年 | 逢澤一郎 | 自由民主党 | 岡山市北区、南区、吉備中央町     |
| 第47屆眾議院議員總選舉 | 2014年 | 逢澤一郎 | 自由民主党 | 岡山市北区、南区、吉備中央町     |
| 第48屆眾議院議員總選舉 | 2017年 | 逢澤一郎 | 自由民主党 | 岡山市北区、南区、吉備中央町     |
| 第49屆眾議院議員總選舉 | 2021年 | 逢澤一郎 | 自由民主党 | 岡山市北区、南区、吉備中央町     |
| 第50屆眾議院議員總選舉 | 2024年 |          |            |                                  |